# Jan Hammar
Jan Hammar, född 25 maj 1974 i Avesta, är en svensk ishockeyspelare som för närvarande spelar i den norska klubben "Comet IK". Jan Hammar har ett förflutet i Malmö IF där han spelade sju säsonger med laget i Elitserien mellan 1998 och 2005. Han har även spelat några matcher med Västerås IK i den högsta serien i början av 1990-talet.
Han är en av få svenskar (tillsammans med bland annat Håkan Mild) som sprungit ut bandet till Beep-testet.

## Källhänvisningar
1. 1 2 3 4 5 6  ”Jan Hammar”. Eliteprospects.com. https://www.eliteprospects.com/player/203/jan-hammar. Läst 29 september 2019.
2. ↑  ”"Klubben" vill förbättra löpkapaciteten - Avesta AIK - Fotboll - IdrottOnline Klubb”. www.avestaaik.se. http://www.avestaaik.se/Nyheter/Klubbenvillforbattralopkapaciteten. Läst 15 januari 2019.